# Pedro Aguirre Cerda (Gemeinde)
Pedro Aguirre Cerda ist eine Gemeinde der Región Metropolitana de Santiago mit 101.174 Einwohnern (2017). Sie ist eine der Gemeinden der Provinz Santiago und Teil von Groß-Santiago.

## Geschichte
Die Gemeinde Pedro Aguirre Cerda wurde 1991 gegründet und ist nach dem ehemaligen Präsidenten Pedro Aguirre Cerda benannt.

## Demografie
Laut der Volkszählung 2017 lebten in der Gemeinde Pedro Aguirre Cerda 101.174 Personen. Davon waren 49.513 Männer und 51.661 Frauen, womit es einen leichten Frauenüberschuss gab.